# 2015 في الدنمارك
فيما يلي قوائم الأحداث التي وقعت خلال عام 2015 في الدنمارك.

## أحداث
- 14 فبراير – هجمات كوبنهاغن 2015

## سياسة

### تعيين في المنصب
- 28 يونيو – لارس لوكه راسموسن رئيس وزراء الدنمارك.

### انتهاء فترة المنصب
- 27 يونيو – هيلي تورنينج-شميت رئيس وزراء الدنمارك.
- 28 يونيو – مارتن ليدغارد وزير الخارجية [الإنجليزية]‏.

## رياضة
- 8 أغسطس – طواف الدنمارك 2015 الفائزون كريستوفر جول جينسين، مادس فورتز شميدت، ماتي بريشيل، لارس باك، بيم يجثارت، ماركو ماركاتو، تينكوف-ساكو 2015 [الإنجليزية]‏.

## أفلام
من الأفلام التي صدرت هذه السنة في الدنمارك:
- 5 سبتمبر – الحرب من إخراج توبياس ليندهولم.
- 3 ديسمبر – أرض الألغام من إخراج مارتن زاندفليت [الإنجليزية]‏.[1]

## برامج ومسلسلات وأنمي
- ليغو فرسان نكسو

## وفيات

### يناير
- 29 يناير – أولي سورينسن (مواليد 1937) لاعب كرة قدم دنماركي.[2]

### يوليو
- 11 يوليو – باتريشيا كرون (مواليد 1945)[3]